# Campeonato Uruguayo de Segunda División 2009-10
El Campeonato Uruguayo de Segunda División 2009-10 fue el torneo de segunda categoría, correspondiente a esa temporada del fútbol uruguayo.

## Relevos temporada anterior
| Club        | Descendido como                |
| ----------- | ------------------------------ |
| Juventud    | 14° Tabla del descenso 2008-09 |
| Bella Vista | 15° Tabla del descenso 2008-09 |

| Club    | Ascendido como                            |
| ------- | ----------------------------------------- |
| Fénix   | Campeón Segunda División 2008-09          |
| Cerrito | Subcampeón Segunda División 2008-09       |
| Atenas  | Ganador playoffs Segunda División 2008-09 |

| Club          | Descendido como |
| ------------- | --------------- |
| Huracán Buceo | Desafiliado.    |
| La Luz FC     | Desafiliado.    |

## Sistema de disputa
El campeonato se disputó en dos torneos cortos: Apertura y Clausura. Así mismo, El Campeón Uruguayo será quien se consagre con el título de la Tabla Anual, y por ende consiga el primer ascenso a Primera División. Los respectivos campeones de los torneos Apertura y Clausura (en caso de no ser ninguno de los dos quien sea el campeón de la Tabla Anual) disputarán una serie de 2 partidos (ida y vuelta) para conocer el 2.º ascenso a Primera División. Los equipos ubicados del tercer al sexto lugar compiten en play-offs por el tercer ascenso directo a Primera División. No hay descensos esta temporada.

## Torneo Apertura
| Puesto | Equipo              | Pts | PJ | PG | PE | PP | GF | GC | Dif |
| ------ | ------------------- | --- | -- | -- | -- | -- | -- | -- | --- |
| 1°     | Miramar Misiones    | 29  | 11 | 9  | 2  | 0  | 25 | 7  | 18  |
| 2°     | Juventud            | 21  | 11 | 6  | 3  | 2  | 18 | 12 | 6   |
| 3°     | El Tanque Sisley    | 20  | 11 | 6  | 2  | 3  | 16 | 10 | 6   |
| 4°     | Bella Vista         | 15  | 11 | 4  | 3  | 4  | 18 | 18 | 0   |
| 5°     | Progreso            | 14  | 11 | 4  | 2  | 5  | 15 | 11 | 4   |
| 6°     | Deportivo Maldonado | 14  | 11 | 3  | 5  | 3  | 17 | 15 | 2   |
| 7°     | Rocha               | 14  | 11 | 3  | 5  | 3  | 7  | 8  | -1  |
| 8°     | Boston River        | 13  | 11 | 3  | 4  | 4  | 9  | 14 | -5  |
| 9°     | Sud América         | 13  | 11 | 4  | 1  | 6  | 9  | 14 | -5  |
| 10°    | Durazno             | 12  | 11 | 3  | 3  | 5  | 15 | 19 | -4  |
| 11°    | Rentistas           | 10  | 11 | 2  | 4  | 5  | 13 | 19 | -6  |
| 12°    | Plaza Colonia       | 4   | 11 | 0  | 4  | 7  | 7  | 22 | -15 |

|  | Campeón |

## Torneo Clausura
| Puesto | Equipo              | Pts | PJ | PG | PE | PP | GF | GC | Dif |
| ------ | ------------------- | --- | -- | -- | -- | -- | -- | -- | --- |
| 1°     | Bella Vista         | 25  | 11 | 8  | 1  | 2  | 22 | 11 | 11  |
| 2°     | El Tanque Sisley    | 24  | 11 | 7  | 3  | 1  | 16 | 10 | 6   |
| 3°     | Rentistas           | 17  | 11 | 5  | 2  | 4  | 20 | 13 | 7   |
| 4°     | Rocha               | 17  | 11 | 5  | 2  | 4  | 19 | 12 | 7   |
| 5°     | Progreso            | 16  | 11 | 4  | 4  | 3  | 18 | 13 | 5   |
| 6°     | Juventud            | 15  | 11 | 4  | 3  | 4  | 20 | 14 | 6   |
| 7°     | Sud América         | 15  | 11 | 4  | 3  | 4  | 21 | 21 | 0   |
| 8°     | Miramar Misiones    | 13  | 11 | 3  | 4  | 4  | 19 | 20 | -1  |
| 9°     | Deportivo Maldonado | 13  | 11 | 3  | 4  | 4  | 9  | 14 | -5  |
| 10°    | Boston River        | 11  | 11 | 3  | 2  | 6  | 15 | 17 | -2  |
| 11°    | Plaza Colonia       | 10  | 11 | 3  | 1  | 7  | 13 | 28 | -15 |
| 12°    | Durazno FC          | 7   | 11 | 2  | 1  | 8  | 10 | 29 | -19 |

|  | Campeón |

## Tabla Anual
| Puesto | Equipo              | Pts | PJ | PG | PE | PP | GF | GC | Dif |
| ------ | ------------------- | --- | -- | -- | -- | -- | -- | -- | --- |
| 1°     | El Tanque Sisley    | 44  | 22 | 13 | 5  | 4  | 32 | 20 | 12  |
| 2°     | Miramar Misiones    | 42  | 22 | 12 | 6  | 4  | 44 | 27 | 17  |
| 3°     | Bella Vista         | 40  | 22 | 12 | 4  | 6  | 40 | 29 | 11  |
| 4°     | Juventud            | 36  | 22 | 10 | 6  | 6  | 38 | 26 | 12  |
| 5°     | Rocha               | 31  | 22 | 8  | 7  | 7  | 26 | 20 | 6   |
| 6°     | Progreso            | 30  | 22 | 8  | 6  | 8  | 33 | 24 | 9   |
| 7°     | Sud América         | 28  | 22 | 8  | 4  | 10 | 30 | 35 | -5  |
| 8°     | Rentistas           | 27  | 22 | 7  | 6  | 9  | 33 | 32 | 1   |
| 9°     | Deportivo Maldonado | 27  | 22 | 6  | 9  | 7  | 26 | 29 | -3  |
| 10°    | Boston River        | 24  | 22 | 6  | 6  | 10 | 24 | 31 | -7  |
| 11°    | Durazno FC          | 19  | 22 | 5  | 4  | 13 | 25 | 48 | -23 |
| 12°    | Plaza Colonia       | 14  | 22 | 3  | 5  | 14 | 20 | 50 | -30 |

|  | Campeón: Ascendió a Primera División.                   |
|  | Ganó partido definitorio y ascendió a Primera División. |
|  | Ganador de los play-offs: Ascendió a Primera División.  |
|  | Clasificó a los play-offs por el tercer ascenso.        |

### Definición por el segundo ascenso
| Domingo 16 de mayo de 2010 | Bella Vista | 0:0 | Miramar Misiones | Parque Nasazzi, Montevideo |  |

| Domingo 23 de mayo de 2010 | Miramar Misiones | 1:2 | Bella Vista | Parque Méndez Piana, Montevideo |  |

- Con un global de 2:1, Bella Vista logra el ascenso a Primera División para la temporada 2010-11.

- En tanto, Miramar Misiones se ubicó en el 3.er lugar de la tabla anual, clasificando de esta forma a los play-offs por el tercer ascenso.

| Uruguay                                                       |
| Campeón Segunda División 2009-10 El Tanque Sisley 3.er título |

## Play-offs del tercer ascenso
|  | Semifinales                        | Semifinales                        | Semifinales                        |   |          | Final                    | Final                    | Final                    |  |
|  | 29/30 de mayo y 2 de junio de 2010 | 29/30 de mayo y 2 de junio de 2010 | 29/30 de mayo y 2 de junio de 2010 |   |          | 19 y 26 de junio de 2010 | 19 y 26 de junio de 2010 | 19 y 26 de junio de 2010 |  |
|  |                                    |                                    |                                    |   |          |                          |                          |                          |  |
|  |                                    |                                    |                                    |   |          |                          |                          |                          |  |
|  | Rocha FC                           | 2                                  | 2 (0)                              |   |          |                          |                          |                          |  |
|  | Rocha FC                           | 2                                  | 2 (0)                              |   |          |                          |                          |                          |  |
|  | Juventud (t.e.)                    | 2                                  | 2 (4)                              |   |          |                          |                          |                          |  |
|  | Juventud (t.e.)                    | 2                                  | 2 (4)                              |   | Juventud | 1                        | 0                        |                          |  |
|  |                                    |                                    |                                    |   | Juventud | 1                        | 0                        |                          |  |
|  |                                    |                                    | Miramar Misiones                   | 1 | 2        |                          |                          |                          |  |
|  | Progreso                           | 0                                  | Miramar Misiones                   | 1 | 2        | 1                        |                          |                          |  |
|  | Progreso                           | 0                                  |                                    |   |          | 1                        |                          |                          |  |
|  | Miramar Misiones                   | 1                                  | 1                                  |   |          |                          |                          |                          |  |
|  | Miramar Misiones                   | 1                                  | 1                                  |   |          |                          |                          |                          |  |
|  |                                    |                                    |                                    |   |          |                          |                          |                          |  |

## Resultados finales
| Club             | Ascendido como    |
| ---------------- | ----------------- |
| El Tanque Sisley | Campeón           |
| Bella Vista      | Subcampeón        |
| Miramar Misiones | Ganador play-offs |